# Ma mère l'Oye

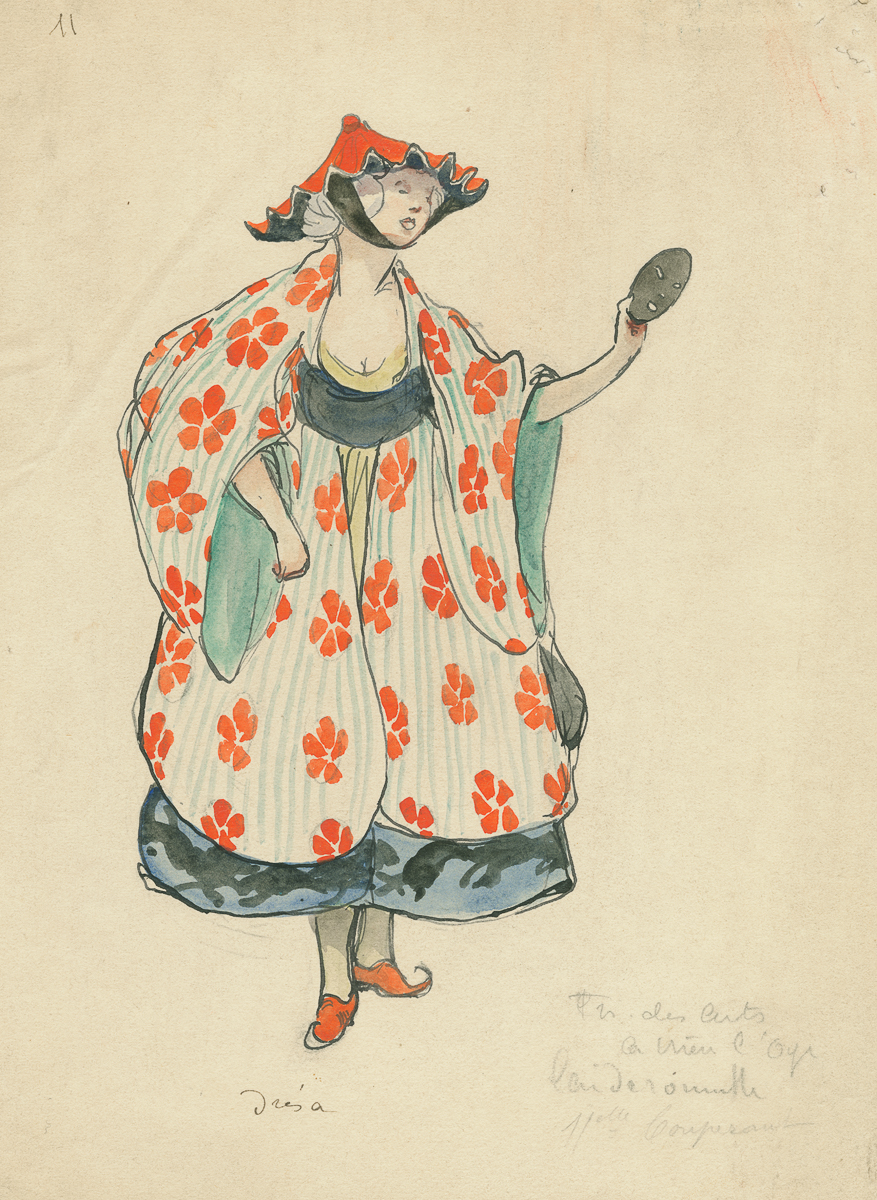
Laideronnette, impératrice des pagodes costume de Drésa pour Ma mère l'Oye, – Maurice Ravel 1912

Ma mère l'Oye est une œuvre de Maurice Ravel d'après des contes de Charles Perrault (La Belle au bois dormant et Le Petit Poucet extraits des Contes de ma mère l'Oye, 1697), de Madame Leprince de Beaumont (La Belle et la Bête, 1757) et de Madame d'Aulnoy (Le Serpentin vert, 1697). Il existe trois versions principales de cette suite : la première, à l'origine de l'œuvre, est écrite pour piano à quatre mains (entre 1908 et 1910), la deuxième, dans la tradition des orchestrations raveliennes, est une partition pour orchestre symphonique (1911), la dernière, plus étoffée, est une adaptation pour ballet, avec une chorégraphie de Jane Hugard (1912). 
L'œuvre porte la référence M.60, dans le catalogue des œuvres du compositeur établi par le musicologue Marcel Marnat.

## La suite pour piano
C'est à l'intention des enfants de ses amis Ida et Cipa Godebski (fils du sculpteur Cyprian Godebski  et demi-frère de Misia Sert), Jean et Mimi, que Ravel écrivit cette suite pour piano à quatre mains. Ma mère l'Oye témoigne du goût du musicien, resté célibataire et sans descendance, pour une thématique « enfantine » que l'on retrouva également plus tard dans L'Enfant et les Sortilèges. La version pour piano était conçue pour être exécutée par de jeunes mains et sa création publique, le 20 avril 1910, fut l'œuvre de deux enfants âgés respectivement de six et dix ans. Elle fut publiée en 1910 avec le sous-titre Cinq pièces enfantines

## Structure
La suite comporte cinq mouvements :

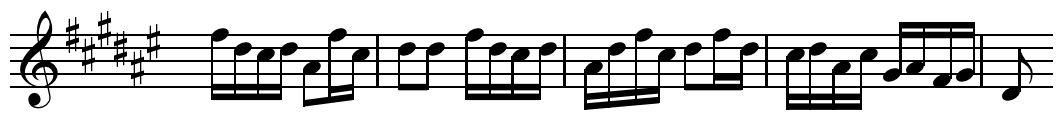
Laideronnette, Impératrice des Pagodes.

1. Pavane de la Belle au bois dormant. Lent ( = 58) à 
 ;
2. Petit Poucet. Très modéré ( = 66) à 
, 
, 
, 
, etc. ;
« Il croyait trouver aisément son chemin par le moyen de son pain qu'il avait semé partout où il avait passé ; mais il fut bien surpris lorsqu'il n'en put retrouver une seule miette : les oiseaux étaient venus et avaient tout mangé. »
3. Laideronnette, Impératrice des Pagodes. Mouvement de marche ; ( = 116) à 
 ;
« Elle se déshabilla et se mit dans le bain. Aussitôt pagodes et pagodines se mirent à chanter et à jouer des instruments : tels avaient des théorbes faits d'une coquille de noix ; tels avaient des violes faites d'une coquille d'amande; car il fallait bien proportionner les instruments à leur taille. »
4. Les Entretiens de la Belle et de la Bête. Mouvement de Valse très modéré ( = 50) à 
 ;
« — Quand je pense à votre bon cœur, vous ne me paraissez pas si laid.
— Oh ! Dame oui ! J'ai le cœur bon, mais je suis un monstre.
— Il y a bien des hommes qui sont plus monstres que vous.
— Si j'avais de l'esprit, je vous ferais un grand compliment pour vous remercier, mais je ne suis qu'une bête…
...........................................................................................
— La Belle, voulez-vous être ma femme ?
— Non, la Bête !…
........................................................................................
— Je meurs content puisque j'ai le plaisir de vous revoir encore une fois. — Non, ma chère Bête, vous ne mourrez pas : vous vivrez pour devenir mon époux !
La Bête avait disparu et elle ne vit plus à ses pieds qu'un prince plus beau que l'Amour qui la remerciait d'avoir fini son enchantement. »
5. Le Jardin féerique. Lent et grave ( = 56) à 
.

Chez le même éditeur, une transcription  pour piano solo fut réalisée la même année (1910) par Jacques Charlot, ami de Ravel et dédicataire du premier mouvement de son Tombeau de Couperin.

## L'œuvre symphonique
Partir d'une composition pour piano à quatre mains pour créer une œuvre pour orchestre symphonique, Ravel l'avait déjà expérimenté quatre ans plus tôt pour sa Rapsodie espagnole et, tout naturellement, en 1911, il réalisa Ma mère l’Oye, cinq pièces enfantines, suite pour orchestre, partition dédiée au concert symphonique, suivant exactement les formes et la succession de la version pour piano. La première audition connue eut lieu à Londres le 27 août 1912 sous la direction d'Henry Wood au festival des Prom's.
Contrairement à son Daphnis et Chloé de la même période employant des effectifs instrumentaux et vocaux impressionnants, Ravel utilise un orchestre symphonique réduit : les pupitres de bois et de cors sont par deux, il n'y a ni trompette, ni trombone, ni tuba ; cette "intimité" orchestrale, presque "chambriste, favorise les parties solistiques et les mélanges de timbres subtils, elle confine à une atmosphère particulière et envoûtante de contes et d'enfance se retrouvant dans Le Carnaval des animaux de Camille Saint-Saëns ou Pierre et le Loup de Sergueï Prokofiev. 
| Instrumentation de Ma Mère l'Oye |
| Cordes |
| premiers violons, seconds violons, altos, violoncelles, contrebasses, 1 harpe                                                                                     |
| Bois |
| 2 flûtes, l'une jouant aussi du piccolo, 2 hautbois, l'un jouant surtout du cor anglais, 2 clarinettes si bémol et en la, 2 bassons, l'un jouant du contrebasson. |
| Cuivres |
| 2 cors chromatiques (précisé sur le conducteur) |
| Percussions |
| 3 timbales, grosse caisse, cymbales, tam-tam, jeu de timbre, xylophone, triangle, célesta                                                                         |

Après l'adaptation pour le ballet (voir ci-dessous), le Prélude et La Danse du rouet et Scène ont été ajoutés au début de la suite, et les places des Entretiens de la Belle et de la Bête et du Petit Poucet ont été interverties.

## Le ballet
À la demande du mécène Jacques Rouché pour son Théâtre des Arts, vint ensuite la transformation de cette œuvre en ballet : Ma mère l’Oye, ballet en un acte, cinq tableaux et une apothéose. Ravel y ajoute un prélude, un tableau (Danse du rouet et scène) et quatre interludes ; il modifie également l'ordre des mouvements pour en parfaire la progression dramatique. Cette nouvelle adaptation, dont l'atmosphère fantastique se prête idéalement à la thématique de l'ensemble, compte parmi les meilleures réussites de Ravel dans le genre chorégraphique. Sa création, d'abord prévue le 25 janvier 1912 puis le 27 janvier 1912, eut lieu le 29 janvier 1912 sous la direction d'orchestre de Gabriel Grovlez, avec une chorégraphie de Jane Hugard, des décors et costumes de Jacques Drésa, exécutés par Georges Mouveau,. La veille, 28 janvier 1912 avait eu lieu la répétition générale.
1. Prélude  (Très lent)
2. Tableau I : Danse du rouet et Scène (Allegro)
3. Interlude
4. Tableau II : Pavane de la Belle au bois dormant (Lent - Allegro - Mouvement de Valse modéré)
5. Interlude
6. Tableau III : Les Entretiens de la Belle et de la Bête (Mouvement de Valse modéré)
7. Interlude
8. Tableau IV : Petit Poucet (Très modéré)
9. Interlude
10. Tableau V : Laideronnette, Impératrice des Pagodes (Mouvement de marche - Allegro - Très modéré)
11. Interlude
12. Apothéose : Le Jardin féerique (Lent et grave)

Ravel n'a pas arrangé ces nouveaux mouvements orchestraux pour piano à 4 mains. Cela a été fait par Lucien Garban en 1919 (Prélude et Danse du rouet et scène) et en 1991 par Jacques Chailley pour les intermèdes.

En 2023, l'Opéra de Paris commande à Martin Chaix de chorégraphier Ma mère l'Oye pour l'école de danse de l'Opéra de Paris.

## Discographie
- Pierre Monteux : Ravel, London Symphony Orchestra, dir. Pierre Monteux (1964, Philips SAL 3500 ) — avec Boléro et La Valse
- Musique française pour piano à 4 mains par Philippe Corre et Édouard Exerjean, piano (juin, juillet et septembre 1986, Le Chant du Monde LDC 278.849/50) (OCLC 871950146) — avec les Jeux d'enfants de Georges Bizet, Dolly de Gabriel Fauré, Un tas de petites choses d'André Caplet et des œuvres de Désiré-Émile Inghelbrecht, Déodat de Séverac, Darius Milhaud, etc.
- Gershwin & Ravel : Music for Piano Duo par Anthony Goldstone et Caroline Clemmow (2007, Divine Art DDA25055, 2018) — avec les Sites auriculaires, la Rhapsody in Blue, etc.